# Amanda (film 2022)
Amanda è un film italiano del 2022 scritto e diretto da Carolina Cavalli.

## Trama
Italia, anni Duemila. Amanda è una ragazza scostante e incompresa dalla famiglia, con cui da sempre si trova in conflitto; potrebbe lavorare nelle farmacie della ricca famiglia ma preferisce vagare per la città, frequentando cinema e rave party, cercando amici. Un giorno si convince di dover riconquistare l'amicizia di Rebecca, amica di infanzia con la quale non si vede da molti anni, che non esce quasi dalla sua stanza e periodicamente incontra una psicoterapeuta. Il rapporto con Rebecca ha alti e bassi, così come quello con i familiari e un ragazzo con cui Amanda fa credere di essere fidanzata. Il film si conclude con le due amiche che camminano insieme e sembrano aver stabilito un equilibrio nel loro rapporto.

## Distribuzione
Il film è stato presentato nella sezione Orizzonti Extra alla 79ª Mostra internazionale d'arte cinematografica di Venezia il 5 settembre 2022 e ha avuto la sua anteprima internazionale al Toronto International Film Festival (TIFF). È stato distribuito nelle sale cinematografiche italiane il 13 ottobre seguente. e candidato successivamente a tre David di Donatello e due Nastri d'argento. 
Nella settimana di uscita nelle sale americane è stato New York Times Critics' Pick. È stato incluso nella top 15 dei migliori film del 2023 secondo The Guardian.